# بازگشت کالیوسترو
بازگشت کالیوسترو (ایتالیایی: Il ritorno di Cagliostro) یک فیلم کمدی مستندنمای ایتالیایی به کارگردانی چیپری و مارزکو است که در سال ۲۰۰۳ میلادی منتشر شد.

## بازیگران
- لوئیجی ماریا بوروآنو
- رابرت انگلوند
- فرانکو اسکالداتی
- پیترو جوردانو
- مارگارت وودهاوس